# Eleição municipal de Tucuruí em 2020
A eleição municipal de Tucuruí em 2020 ocorreu no dia 15 de novembro com o objetivo de eleger um prefeito, um vice-prefeito e 13 vereadores, que serão responsáveis pela administração da cidade. Originalmente, as eleições ocorreriam em 4 de outubro (primeiro turno) e 25 de outubro (segundo turno, caso necessário), porém, com o agravamento da pandemia de COVID-19 no Brasil, as datas foram modificadas.
Alexandre Siqueira, do MDB, foi eleito novo prefeito de Tucuruí, com 18.104 votos, contra 17.940 de Eliane Lima (PSDB). O então prefeito e candidato à reeleição, Artur Brito (PTB), ficou apenas em terceiro lugar, com 8.911 votos. Houve ainda 665 votos em branco, 1.339 nulos e 17.383 abstenções.

## Antecedentes
Na eleição de 2016, o ex-vereador Jones William (MDB) foi eleito ainda no primeiro turno com 31.268 votos, contra 25.678 de Jairo Holanda (PSC). Seu mandato durou apenas 6 meses, pois foi assassinado em 25 de julho de 2017 enquanto vistoriava uma operação tapa-buracos na estrada que dá acesso ao Aeroporto de Tucuruí.. 2 dias depois, o então vice-prefeito Artur Brito (na época filiado ao PV) assumiu o cargo.

## Contexto político e pandemia
As eleições municipais de 2020 estão sendo marcadas, antes mesmo de iniciada a campanha oficial, pela pandemia do coronavírus SARS-CoV-2 (causador da COVID-19), o que está fazendo com que os partidos remodelem suas metodologias de pré-campanha. O Tribunal Superior Eleitoral (TSE) autorizou os partidos a realizarem as convenções para escolha de candidatos aos escrutínios por meio de plataformas digitais de transmissão, para evitar aglomerações que possam proliferar o vírus. Alguns partidos recorreram a mídias digitais para lançar suas pré-candidaturas. Além disso, a partir deste pleito, será colocada em prática a Emenda Constitucional 97/2017, que proíbe a celebração de coligações partidárias para as eleições legislativas, o que pode gerar um inchaço de candidatos ao legislativo. Conforme reportagem publicada pelo jornal Brasil de Fato em 11 de fevereiro de 2020, o país poderá ultrapassar a marca de 1 milhão de candidatos a prefeito, vice-prefeito e vereador neste escrutínio, o que não seria necessariamente bom, na opinião do professor Carlos Machado, da UnB (Universidade de Brasília): “Temos o hábito de criticar de forma intensa a coligação partidária, sem parar para refletir sobre os elementos positivos dela. O número de candidatos que um partido pode apresentar numa eleição, varia se ele estiver dentro de uma coligação, porque quando os partidos participam de uma coligação, eles são considerados como um único partido", afirmou Machado na reportagem.

## Candidatos
| Nº | Prefeito(a)  | Prefeito(a)         | Prefeito(a)       | Prefeito(a)                                                                           | Vice Prefeito(a) | Vice Prefeito(a) | Vice Prefeito(a)      | Vice Prefeito(a)  | Vice Prefeito(a)                                                | Coligação Partido(s)                                             |
| Nº | Candidato(a) | Candidato(a)        | Partido Federação | Cargos relevantes                                                                     | Candidato(a)     | Candidato(a)     | Candidato(a)          | Partido Federação | Cargos relevantes                                               | Coligação Partido(s)                                             |
| -- | ------------ | ------------------- | ----------------- | ------------------------------------------------------------------------------------- | ---------------- | ---------------- | --------------------- | ----------------- | --------------------------------------------------------------- | ---------------------------------------------------------------- |
| 11 |              | Claudiney Furman    | PP                | - Administrador de Empresas                                                           |                  |                  | Patrícia Barreirinhas | PP                | - Advogada                                                      | Sem Coligação                                                    |
| 12 |              | Hernandes Vaz       | PDT               | - Empresário                                                                          |                  |                  | Tony Navegante        | PSL               | - Empresário                                                    | Honestidade, Trabalho e Competência para mudar Tucuruí PDT e PSL |
| 13 |              | Tom Bonfim          | PT                | - Vereador por Tucuruí (2009-2012) - Servidor Público Municipal                       |                  |                  | Gil Chaves            | PT                | - Contador                                                      | Sem Coligação                                                    |
| 14 |              | Artur Brito         | PTB               | - Prefeito de Tucuruí (2017–2020) - Vice-Prefeito de Tucuruí (2017) - Empresário      |                  |                  | Iriel Batista         | DEM               | - Advogado                                                      | Superação e Trabalho PTB, DEM, PL, Republicanos, PROS e PV       |
| 15 |              | Alexandre Siqueira  | MDB               | - Empresário                                                                          |                  |                  | Jairo Holanda         | MDB               | - Vereador por Tucuruí (2013-2016) - Servidor Público Municipal | Força e União para Crescer MDB, PODE, PCdoB, Avante e DC         |
| 23 |              | Sônia Cassiano      | Cidadania         | - Pedagoga                                                                            |                  |                  | Meire Santos          | Cidadania         | - Professora de Ensino Fundamental                              | Sem Coligação                                                    |
| 33 |              | Dircionei Gaia      | PMN               | - Servidor Público Federal                                                            |                  |                  | Cleide Barros         | PMN               | - Comerciária                                                   | Sem Coligação                                                    |
| 45 |              | Eliane Lima         | PSDB              | - Primeira-Dama de Tucuruí (2009-2016) - Deputada Estadual (2015–2018) - Empresária   |                  |                  | Mauro Gomes           | PSC               | - Radialista                                                    | Juntos de volta ao trabalho PSDB, PSC, PSB, Solidariedade e PMB  |
| 51 |              | Xandão Alegria      | PATRI             | - Radialista                                                                          |                  |                  | Israel Cândido        | PATRI             | - Comerciante                                                   | Sem Coligação                                                    |
| 55 |              | Marcelo Costa Silva | PSD               | - Presidente da Associação Comercial e Industrial de Tucuruí (2020–2021) - Empresário |                  |                  | Beto Tavares          | PSD               | - Comerciante                                                   | Sem Coligação                                                    |

## Resultados

### Prefeito
| Candidato(a)           | Candidato(a)               | Vice                         | 1º turno 15 de novembro de 2020 | 1º turno 15 de novembro de 2020 |
| Candidato(a)           | Candidato(a)               | Vice                         | Total                           | Porcentagem                     |
| ---------------------- | -------------------------- | ---------------------------- | ------------------------------- | ------------------------------- |
|                        | Alexandre Siqueira (MDB)   | Jairo Holanda (MDB)          | 18.104                          | 32,15%                          |
|                        | Eliane Lima (PSDB)         | Mauro Gomes (PSC)            | 17.940                          | 31,86%                          |
|                        | Artur Brito (PTB)          | Iriel Batista (DEM)          | 8.911                           | 15,83%                          |
|                        | Hernandes Vaz (PDT)        | Tony Navegante (PSL)         | 4.988                           | 8,86%                           |
|                        | Claudiney Furman (PP)      | Patrícia Barreirinhas (PP)   | 3.676                           | 6,53%                           |
|                        | Tom Bonfim (PT)            | Gil Chaves (PT)              | 1.216                           | 2,16%                           |
|                        | Xandão Alegria (Patriota)  | Israel Cândido (Patriota)    | 581                             | 1,03%                           |
|                        | Marcelo da ACIT (PSD)      | Beto do Açougue (PSD)        | 520                             | 0,92%                           |
|                        | Sônia Cassiano (Cidadania) | Professora Meiry (Cidadania) | 296                             | 0,53%                           |
|                        | Dircionei Gaia (PMN)       | Cleide Barros (PMN)          | 77                              | 0,14%                           |
| Total de votos válidos | Total de votos válidos     | Total de votos válidos       | 56.309                          | 96,56%                          |
| → Votos em branco      | → Votos em branco          | → Votos em branco            | 665                             | 1,14%                           |
| → Votos nulos          | → Votos nulos              | → Votos nulos                | 1.339                           | 2,30%                           |
| Total de votos         | Total de votos             | Total de votos               | 58.313                          | 77,04%                          |
| Abstenções             | Abstenções                 | Abstenções                   | 17.383                          | 22,96%                          |
| Total de inscritos     | Total de inscritos         | Total de inscritos           | 75.696                          | 100%                            |

## Vereadores eleitos
| Candidato eleito        | Partido      | Votação | Porcentagem | Cidade onde nasceu | Unidade federativa |
| Lucas Brito             | PTB          | 1.735   | 3,06%       | Paragominas        | Pará               |
| Renan Aguiar            | PV           | 1.480   | 2,61%       | Tucuruí            | Pará               |
| Titonho                 | PTB          | 1.469   | 2,59%       | Tucuruí            | Pará               |
| Vieira Almeida          | PV           | 1.402   | 2,47%       | Vitorino Freire    | Maranhão           |
| Daivyson Freeway        | MDB          | 1.247   | 2,20%       | Belém              | Pará               |
| Rodrigo Nunes           | Avante       | 1.087   | 1,92%       | Tucuruí            | Pará               |
| Dodô                    | Avante       | 851     | 1,50%       | Tucuruí            | Pará               |
| Albert Lobato           | Republicanos | 838     | 1,48%       | Tucuruí            | Pará               |
| Ilma do Nenéo           | MDB          | 811     | 1,43%       | Tucuruí            | Pará               |
| Dr. Fábio Ulisses       | Republicanos | 809     | 1,43%       | Brasília           | Distrito Federal   |
| Rosalvo do Independente | MDB          | 802     | 1,41%       | Tucuruí            | Pará               |
| Weber Galvão            | PODE         | 688     | 1,21%       | Capão Bonito       | São Paulo          |
| Antonete Ferreira       | PSDB         | 595     | 1,05%       | Tucuruí            | Pará               |